# Friedrich Hollaender

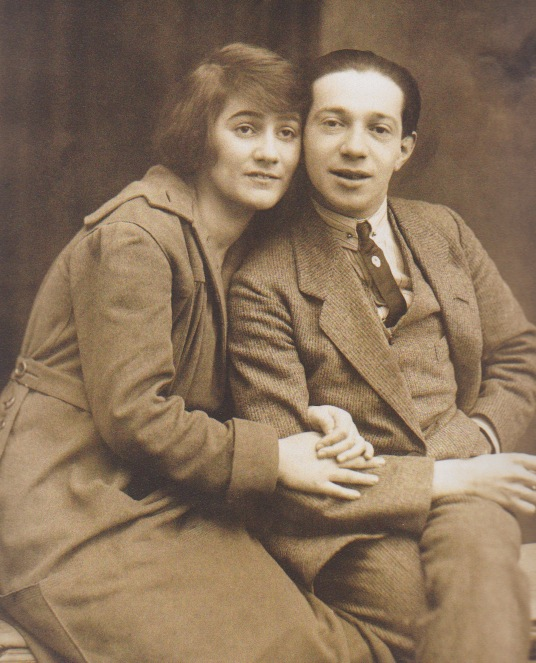
Blandine Ebinger und Friedrich Hollaender (zwischen 1919 und 1926)

Friedrich Hollaender (* 18. Oktober 1896 in London; † 18. Januar 1976 in München), auch als Frederick Hollander bekannt – nach seinem Namen im amerikanischen Exil –, war ein deutscher Revue- und Tonfilmkomponist, Kabarettist und Musikdichter.

## Lebensgeschichte

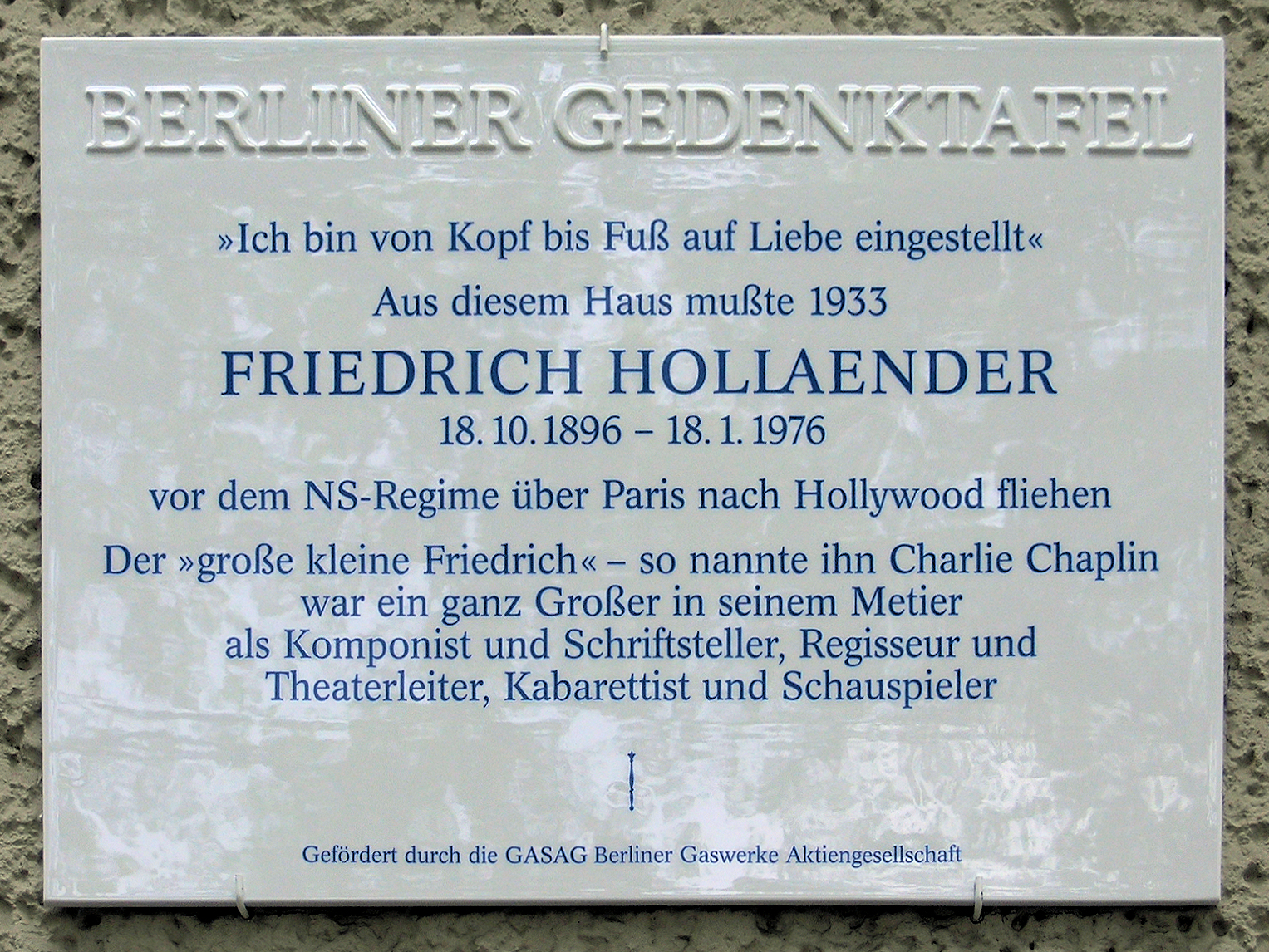
Berliner Gedenktafel am Haus Cicerostraße 14 in Berlin-Halensee

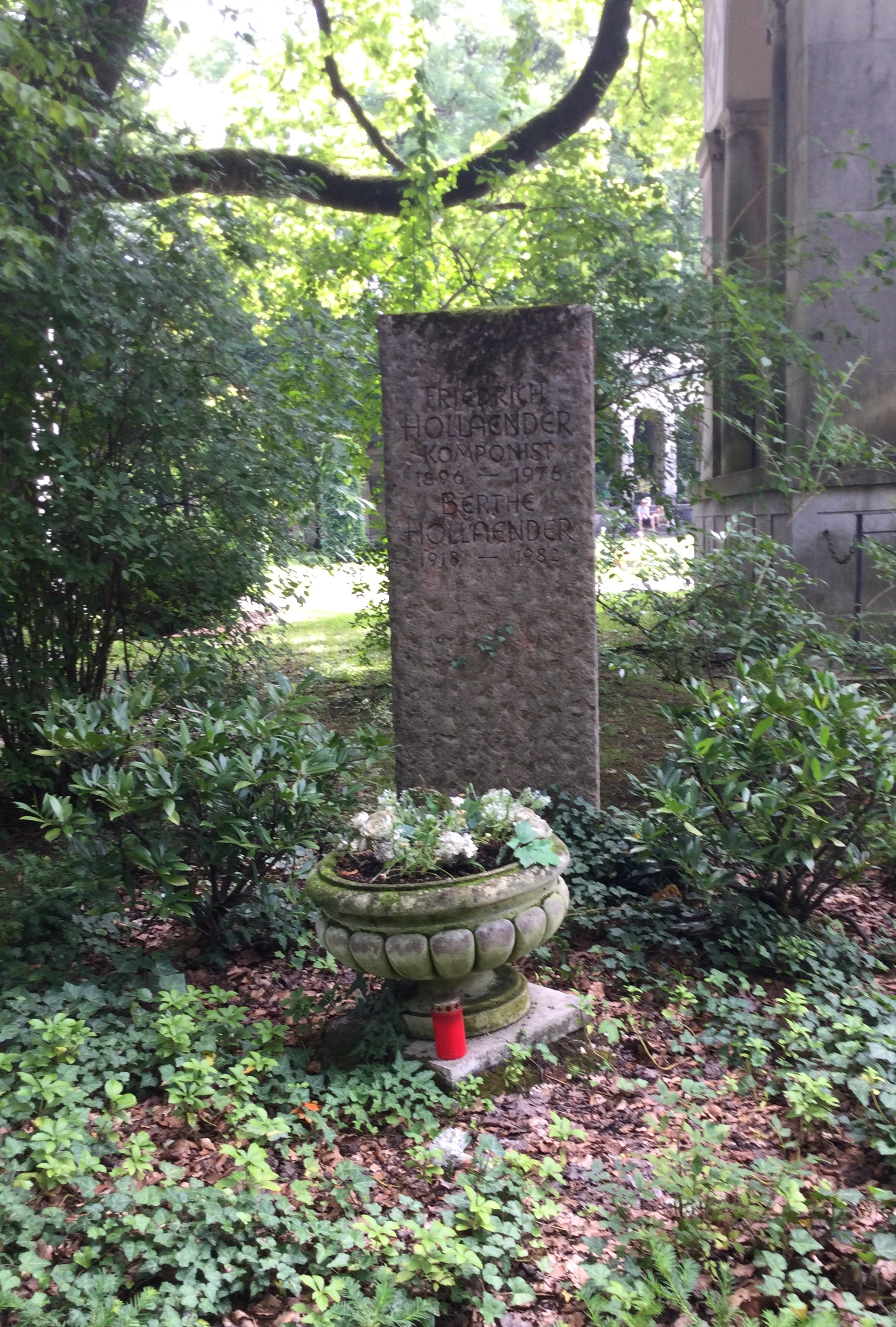
Grabstätte von Friedrich Hollaender und seiner vierten Ehefrau

Friedrich Hollaender wurde in London geboren. Sein Vater war der damals bekannte Operettenkomponist Victor Hollaender. Seine Mutter Rosa Perl war Revuesängerin im Zirkus. Sein Großvater väterlicherseits liebte Musik und Theater und förderte seine drei Söhne (also Friedrichs Vater und dessen Brüder) entsprechend. Felix und Gustav Hollaender, die beiden Onkel Friedrichs, hatten beide bedeutende Stellungen im Berliner Kultur- und Musikleben inne: Felix als Dramaturg bei Max Reinhardt und Gustav als Leiter des Stern’schen Konservatoriums. Friedrich war das einzige Kind seiner Eltern.
Um die Wende zum 20. Jahrhundert siedelte die Familie Hollaender nach Berlin über, woher sie auch ursprünglich stammte. Victor war dort am Metropol-Theater am Nollendorfplatz tätig.
Schon als Kind improvisierte Hollaender auf Vaters Flügel. Er wurde Meisterschüler am Stern’schen Konservatorium bei Engelbert Humperdinck. In seiner Jugend spielte er häufig Klavier im Stummfilmkino an der Ecke. Das Improvisieren zu vorher nicht gesehenen Filmen beherrschte er offenbar perfekt.
In den Jahren 1914 und 1915 war Friedrich Hollaender in New York und Prag. Später wurde er vom Kriegseinsatz insofern verschont, als er, durch verwandtschaftliche Beziehungen (Onkel Felix), in einem Fronttheater an der Westfront das Orchester leiten sollte. Diese Phase mag ein Bruch in Hollaenders künstlerischem Leben gewesen sein, von da an mischte sich Unterhaltung in die ernsthafte Musik.
Nach dem Ersten Weltkrieg traf Hollaender in Berlin mit Gleichgesinnten wie Kurt Tucholsky, Klabund, Walter Mehring, Mischa Spoliansky, Joachim Ringelnatz und der jungen Schauspielerin Blandine Ebinger zusammen, um ein Kabarett zu gründen. Es trat im Schall und Rauch im Keller von Max Reinhardts Großem Schauspielhaus auf. Das Gebäude stand am Zirkusplatz, Friedrichstraße Ecke Schiffbauerdamm, wurde nach dem Krieg als Friedrichstadt-Palast genutzt und in den 1980er Jahren wegen Baufälligkeit abgerissen. Reinhardt selbst hatte dieses Kabarett initiiert, gab die Leitung jedoch bald an Hans von Wolzogen ab. Blandine Ebinger und Hollaender heirateten, ihre Tochter hieß Philine (1925–2005). Sie war die erste Frau des (damals noch unbekannten) späteren Kabarettisten Georg Kreisler, mit dem sie einen Sohn hatte, Thomas Kreisler (1942–2006).
In den 1920er Jahren wurde Hollaender eine feste Größe in der Berliner Kulturszene. Er wirkte an verschiedenen Kabarett-Theatern (darunter Trude Hesterbergs Wilde Bühne), komponiert und textete Lieder und begleitete Blandine und andere wie Grete Mosheim am Klavier. Später schrieb er Revuen, unter anderem für Rudolf Nelson. In Charlottenburg eröffnete er im Untergeschoss des Theaters des Westens seine eigene Bühne, das Tingel-Tangel-Theater.
Neben dem Tingel-Tangel, das Hollaender gemeinsam mit Georg H. Will leitete, dem Schwager der Filmschauspielerin Marlene Dietrich, vertonte er auch Filme. Ein Höhepunkt seines Schaffens war Der blaue Engel, dessen Melodie Von Kopf bis Fuß noch heute ein Begriff ist; in diesem Film traten auch Stefan Weintraubs Weintraubs Syncopators auf, bei denen er zuvor als Pianist gespielt hatte.
Hollaender musste 1933 wegen seiner jüdischen Abstammung Deutschland verlassen; zwei Jahre zuvor hatte er den Antisemitismus als absurd verspottet (Kabarettsong: An allem sind die Juden schuld auf die Melodie der Habanera aus Bizets Carmen). Sein Weg führte ihn mit seiner zweiten Frau Hedi Schoop zuerst nach Paris. Dort blieb er etwa ein Jahr in der großen deutschen Emigrantengemeinde. Er zog 1934 weiter in die USA, nach Hollywood, wo er zunächst die amerikanische Ausgabe seines Tingel-Tangel-Theaters eröffnete, mit dem er jedoch keinen großen Erfolg hatte. Später kam er, der in jener Zeit finanzielle Not litt, wieder zum Film, führte zunächst Regie und begann dann wieder Filmmusik zu schreiben. Es war eine sehr produktive Periode seines Schaffens, die in Deutschland kaum gewürdigt wurde. Die Website IMDb verzeichnet weit über 100 Filme, an denen er mitgearbeitet hat. Oft erschien Hollaenders Name nicht in den Credits. Viermal wurde er für den Oscar nominiert. Zweimal für die beste Filmmusik (1942 für Zeuge der Anklage und 1953 für Die 5000 Finger des Dr. T.), zweimal für den besten Filmsong (1937 für Whispers in the Dark aus Artists and Models, 1948 für This Is the Moment aus Die Frau im Hermelin)
In den USA schrieb er auch sein erstes Buch Those Torn from Earth, das erst viele Jahre später unter dem Titel Menschliches Treibgut in Deutschland veröffentlicht wurde. Nach dem Zweiten Weltkrieg blieb Friedrich Hollaender bis 1955 in den USA. 
Hollaender kehrte 1956 nach Deutschland zurück und ließ sich in München nieder, wo er wieder beim Kabarett arbeitete. Nach der gescheiterten Revue Scherzo schrieb er Revuen für das Theater Die Kleine Freiheit in München. Doch die Zeit des großen Kabaretts war vorbei. Einen Cameo-Auftritt hatte er 1961 in dem Film Eins, Zwei, Drei von Billy Wilder als Dirigent einer Hotelkapelle.
Über sein künstlerisches Schaffen nach dem Erscheinen seiner Autobiografie Von Kopf bis Fuß 1965 ist wenig bekannt, es erschienen einige Bücher, die jedoch allesamt vergriffen sind. Friedrich Hollaender war ab 1944 in dritter Ehe mit Leza Hay (Tochter: Melodie, * 1944) und ab 1946 in vierter Ehe mit Berthe Jeanne Kreder verheiratet.
Friedrich Hollaender wurde auf dem Münchner Ostfriedhof beerdigt (Grab Nr. 60-1-20).

## Ehrungen
- Friedrich Hollaender wurde 1960 mit dem Verdienstkreuz 1. Klasse der Bundesrepublik Deutschland ausgezeichnet.
- Er erhielt 1965 das Filmband in Gold für langjähriges und hervorragendes Wirken im deutschen Film, 1972 den Schwabinger Kunstpreis.
- Ihm ist ein Stern im Walk of Fame des Kabaretts gewidmet.
- An dem Haus Cicerostraße 14 in Berlin-Halensee, das er 1933 verlassen musste, wurde am 17. Juni 2009 eine Berliner Gedenktafel enthüllt.
- In Potsdam-Babelsberg auf dem Gelände des Filmparks bekam die Friedrich-Hollaender-Straße seinen Namen und im Berliner Bezirk Charlottenburg-Wilmersdorf wurde zum 18. Januar 2012 der damalige Rankeplatz in Friedrich-Hollaender-Platz umbenannt.

Hollaenders Nachlass befindet sich im Archiv der Akademie der Künste in Berlin.

## Werke (Auswahl)

Ein großer Erfolg; Guck doch nicht immer nach dem Tangogeiger hin. Aufnahme mit Dajos Béla und Leo Frank alias Leo Monosson.

### Revuen, Musicals, Bühnenmusik
- 1923: Die fromme Helene – Operette
- 1925: Der! Die! Das! – Kabarett-Revue
- 1926: Hetärengespräche – Kabarett-Revue
- 1927: Bei uns um die Gedächtniskirche rum – Kabarett-Revue
- 1929: Ich tanze um die Welt mit dir
- 1930: Phaea
- 1931: Spuk in der Villa Stern – Kabarett-Revue
- 1931: Allez-Hopp! – Kabarett-Revue
- 1932: Die Kaiserin von Neufundland – Pantomime
- 1932: Höchste Eisenbahn – Kabarett-Revue
- 1933: Es war einmal – Revue
- 1956: Scherzo – Ein Spiel mit Musik
- 1958: Es ist angerichtet! – Kabarett-Revue

### Filmmusiken (Auswahl)
- 1926: Kreuzzug des Weibes
- 1930: Der blaue Engel
- 1930: Die große Sehnsucht
- 1930: Einbrecher
- 1930: Der Andere
- 1931: Der Mann, der seinen Mörder sucht
- 1931: Das gelbe Haus des King-Fu
- 1931: Drei Tage Liebe
- 1931: Das Lied vom Leben (Lieder)
- 1931: Stürme der Leidenschaft
- 1931: Der Weg nach Rio
- 1933: Ich und die Kaiserin – auch Regie
- 1933: Ich bin Susanne (I Am Suzanne!)
- 1935: Jeden Abend um acht (Every Night at Eight)
- 1935: Mädchen in Shanghai (Shanghai)
- 1935: Eine Frau von 20 Jahren (Accent on Youth)
- 1936: Die zweite Mutter (Valiant Is the Word for Carrie)
- 1937: Ein Mordsschwindel (True Confession)
- 1937: 100 Mann und ein Mädchen (One Hundred Men and a Girl)
- 1937: Engel (Angel)
- 1937: Mein Leben in Luxus (Easy Living)
- 1939: Enthüllung um Mitternacht (Midnight)
- 1939: Der große Bluff (Destry Rides Again)
- 1940: Die unvergessliche Weihnachtsnacht (Remember the Night)
- 1940: Der große McGinty (The Great McGinty)
- 1940: The Biscuit Eater
- 1940: Die Hölle der Südsee (Typhoon)
- 1942: Zeuge der Anklage (The Talk of the Town)
- 1942: Der Mann, der zum Essen kam (The Man Who Came to Dinner)
- 1943: Der Pilot und die Prinzessin (Princess O’Rourke)
- 1945: Oh, Susanne! (The Affairs of Susan)
- 1945: Konflikt (Conflict)
- 1945: Weihnachten nach Maß (Christmas in Connecticut)
- 1946: Hier irrte Scotland Yard (The Verdict)
- 1947: Der rote Teufel (The Red Stallion)
- 1948: Berlin-Express
- 1948: Eine auswärtige Affäre (A Foreign Affair)
- 1949: Gefangen (Caught)
- 1949: Noras schwache Stunde (Bride for Sale)
- 1950: Never a Dull Moment
- 1950: Glücksspiel des Lebens (Walk Softly, Stranger)
- 1952: Androkles und der Löwe (Androcles and the Lion)
- 1952: Ein Baby kommt selten allein (The First Time)
- 1953: Die 5000 Finger des Dr. T. (The 5,000 Fingers of Dr. T.)
- 1954: Die unglaubliche Geschichte der Gladys Glover (It Should Happen to You)
- 1954: Sabrina
- 1955: Wir sind keine Engel (We’re No Angels)
- 1960: Das Spukschloß im Spessart

### Chansons und Lieder
- Abschiednehmen mit Musik (Text: Robert Gilbert)
- Ach lege Deine Wange (Lächle, Berliner –!) (Text: Kurt Tucholsky)
- An allem sind die Juden schuld, (aus der Revue Spuk in der Villa Stern)
- Black Market[3]
- Blondinen werden bevorzugt (Text: Marcellus Schiffer)
- Carmencita (Text: Pol Patt – d. i. Klabund)
- Circe (für Hanne Wieder)
- Da muss ich fliegen
- D A F F K E (Text: Marcellus Schiffer)
- Dame in Weiß (Text: Kurt Tucholsky)
- Das Groschenlied
- Das ist der Herzschlag (Text: Kurt Tucholsky)
- Das Lied vom Piepmatz (Text: Kurt Tucholsky)
- Das Lied von der Treue (Text: Pol Patt – d. i. Klabund)
- Das Nachtgespenst
- Das Tauentzienmädel (Text: Kurt Tucholsky)
- Das Wunderkind
- Der Schießhund
- Die Herren Männer (Text: Kurt Tucholsky)
- Die hysterische Ziege
- Die Kinoduse (Text: Walter Mehring)
- Die Kleptomanin (Ach wie mich das aufregt!)
- Die neue Zeit (Text: Walter Mehring)
- Die Notbremse
- Die Pijetät
- Die Schnapstrine
- Du bist die Frau … (Text: Marcellus Schiffer)
- Ein Kuß ist leicht … (Lied und Slowfox aus der Posse Ich tanze um die Welt mit dir) (Text: Marcellus Schiffer)
- Eine chinesische Groteske
- Eine kleine Sehnsucht[4]
- Erinnerung an die Etappe (Text: Kurt Tucholsky)
- Guck doch nicht immer nach dem Tangogeiger hin
- Hawa-i (Text: Kurt Tucholsky)
- Ich baumle mit die Beene
- Ich bin die fesche Lola (Film: Der blaue Engel)
- Ich bin von Kopf bis Fuß auf Liebe eingestellt (Film: Der blaue Engel)
- Ich laß’ mir meinen Körper schwarz bepinseln
- Ich tanze um die Welt mit dir
- Ich weiß nicht, zu wem ich gehöre
- Immer um die Litfaßsäule rum (Text: Kurt Tucholsky)
- Johnny, wenn du Geburtstag hast
- Keiner weiß wie ich bin, nur du! (Lied und English Waltz aus der Komödie Nina)
- Kinder, heut abend, da such ich mir was aus (Film: Der blaue Engel)
- Lass mich deine Carmen sein (Film: Einbrecher)
- Mady Foxtrot (Text: Pol Patt – d. i. Klabund)
- Moderne Zeiten
- Marianka (Text: Pol Patt – d. i. Klabund)
- Naß oder trocken (Wet or Dry?)
- Nimm dich in acht vor blonden Frau’n (Film: Der blaue Engel)
- Nur du und ich (Text: Marcellus Schiffer)
- Rag 1920 (Pol Patt – d. i. Klabund)
- Reizend
- Oh Mond
- Rote Melodie (Text: Kurt Tucholsky)
- Sexappeal (Text: Marcellus Schiffer)
- Spötterdämmerung
- Stoßseufzer einer Dame, in bewegter Nacht (Text: Kurt Tucholsky)
- Stroganoff
- This Is the Moment
- Tritt mir bloß nicht auf die Schuh
- Wenn der alte Motor wieder tackt … (Text: Kurt Tucholsky)
- Wenn der Mond, wenn der Mond (Text: Kurt Tucholsky)
- Wenn ich mir was wünschen dürfte
- Wenn ick mal tot bin
- Wie hab’ ich nur leben können ohne dich (Film: Ich und die Kaiserin)
- Wiener Schmarrn / Rattengift her
- Zieh dich aus, Petronella (Text: Kurt Tucholsky)
- Zum ersten Mal (Text: Kurt Tucholsky)

### Tonträger-Sammlungen
- Friedrich Hollaender: Bei uns um die Gedächtniskirche ’rum …, CD (enthält u. a. ein Interview mit F. H.) Mit Beiheft. „Edition Berliner Musenkinder“ im Duo-phon-Musikverlag, Berlin 1996, 01 26 3.
- Friedrich Hollaender, Blandine Ebinger: Vaführ mir liebers nicht. 2CD mit Beiheft. Co-Produktion der Edition Ebinger, Berlin, Rainer Bertam, München & Peter Schulze Radio Bremen, 1996; Distributed by BMG, Aris 743 21 38226 2.
- Friedrich Hollaender: Wenn ich mir was wünschen dürfte. 8 CDs mit 168-seitigem Begleitbuch in einer Box. Bear Family Records, Vollersode 1996, BCD 16 009 HK.
- Friedrich Hollaender: … Ich bin von Kopf bis Fuss auf Musik eingestellt. 4 CDs mit 20-seitigem Begleitbuch. Membran Music, 2005; Distributed by Grosser und Stein, Pforzheim, ISBN 3-86562-044-2.

### Literarisches Schaffen
- Those Torn from Earth. Als Frederick Hollander. Mit einem Vorwort von Thomas Mann. Liveright Press, New York 1941.
  - Deutsch: Menschliches Treibgut. Übersetzt von Stefan Weidle, mit einem Vorwort von Thomas Mann und einem Nachwort von Volker Kühn. Weidle, Bonn 1995, ISBN 3-931135-09-8.
- Lieder und Chansons für Blandine Ebinger. Mit Zeichnungen von Claus Arnold. Hermann Klemm, Freiburg im Breisgau 1957, DNB 452081750.
- Von Kopf bis Fuß. Mein Leben mit Text und Musik. Kindler, München 1965, DNB 452081769. Neuausgabe: Weidle, Bonn 1996, ISBN 3-931135-17-9.
- Chansons. Blanvalet, Berlin 1967, DNB 457020946.
- Ärger mit dem Echo. R. S. Schulz, Percha am Starnberger See 1972 DNB 720174600.
- Die Witzbombe und wie man sie legt. R. S. Schulz, Percha am Starnberger See 1972, DNB 730332128.
- Ich starb an einem Dienstag. R. S. Schulz, Percha am Starnberger See 1972, DNB 720175534.
- Mit eenem Ooge kiekt der Mond – Chansons für ein altes Pianola. Gesammelt und mit einem Nachwort versehen von Helga Bemmann, illustriert von Erika Baarmann. Eulenspiegel, Berlin 1978, DNB 800125673.
- Volker Kühn (Hrsg.): … und sonst gar nichts!: Das Friedrich-Hollaender-Chanson-Buch. Fackelträger, Hannover 1996, ISBN 3-7716-1596-8.

### Noten
- Friedrich-Hollaender-Album. Ufaton-Verlag, Berlin/München (o. J.)
- Von Kopf bis Fuß – Friedrich Holländer. Ufaton-Verlag, Berlin/München (o. J.)
- Das Kurt Tucholsky Chanson Buch. Rowohlt Verlag, Reinbek bei Hamburg 1983.
- Schall und Rauch – Lieder und Chansons des gleichnamigen Berliner Kabaretts aus der Zeit nach dem 1. Weltkrieg. Mainz 1983.
- Sexappeal – Lieder und Chansons von F. H. und Marcellus Schiffer. Schott Music, Mainz 1999.
- Marlene Dietrich sings Friedrich Holländer. (Mit einer Einführung von Alan Lareau). Edition Dux, Manching 2001, ISBN 978-3-86849-151-7.

## Filmdokumentationen
- Spötterdämmerung. Gespräche mit Friedrich Hollaender. TV-Film von Rainer Bertram, 1973